# Grenoble École de Management

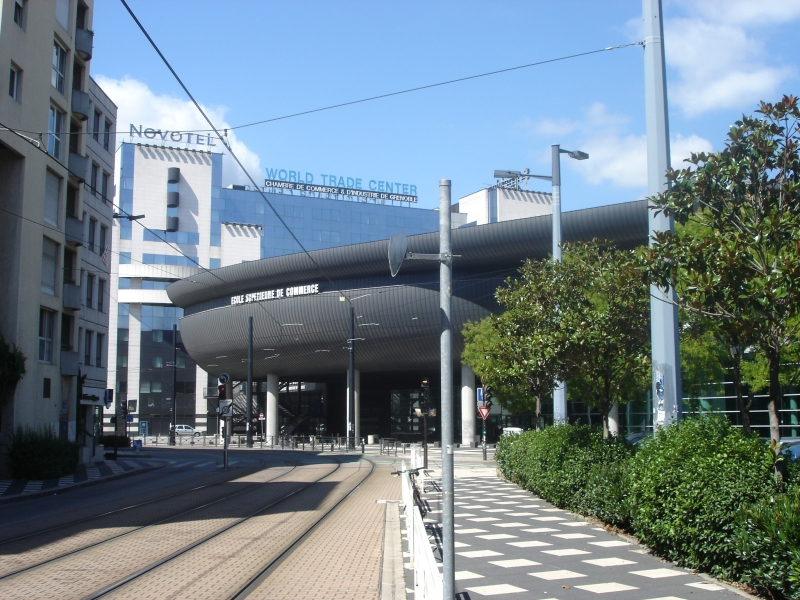
Eingang der Universität

Die Grenoble École de Management (GEM) ist eine französische Hochschule mit Sitz in Grenoble. Der Schwerpunkt der 1984 von der örtlichen Industrie- und Handelskammer gegründeten Grande école liegt im Bereich der Wirtschaftswissenschaften und Ingenieurwissenschaften sowie der Ausbildung von potentiellen Führungskräften. Die Grenoble École de Management gehört zu den führenden Management Schools in Europa. Das bestätigte 2017 das Ranking der Financial Times (bezüglich Europäischer Business Schools), bei dem die Grenoble École de Management den 21. Platz belegte.
In dem Eduinversal Business School Ranking 2017 erhielt die Schule das höchste Ranking (''5 Palms'') und zählt somit zu den 100 einflussreichsten Business Schools der Welt. Nach den nationalen Rankings (Le Figaro) könnte die Elite-Universität den 5. Platz erreichen. Dies bedeutet, dass GEM seit der Gründung der Hochschule immer an vorderster Front stand.

## Worldwide rankings
| Ranking                                                                                           | 2015    | 2016 | 2017    | 2018    | 2019    |
| ------------------------------------------------------------------------------------------------- | ------- | ---- | ------- | ------- | ------- |
| The Economist – Full Time MBA                                                                     | 84th    | 80th | 80th    | 70th    |         |
| The Economist – Masters in Management (Master in International Business)                          | -       | -    | 20th    | -       | 37th    |
| FT – Global MBA                                                                                   | -       | 94th | 92nd    | N.R.    | 98th    |
| FT – Global EMBA                                                                                  | -       | 67th | 54th    | 60th    |         |
| FT – European Business Schools                                                                    | -       | 17th | 21st    | 26th    | 25th    |
| FT – Masters in Management (worldwide)                                                            | 20th    | 13th | 33rd    | 43rd    | 47th    |
| FT – Masters in Finance (worldwide)                                                               | 12th    | 12th | 21st    | 16th    | -       |
| THE & Wall Street Journal – Master’s in Finance                                                   | -       | -    | -       | 12th    | -       |
| THE & Wall Street Journal – Master’s in Management                                                | -       | -    | -       | 14th    | -       |
| THE & Wall Street Journal – Full time MBA                                                         | -       | -    | -       | 49th    | -       |
| América Economía – Global MBA                                                                     | -       | -    | 23rd    | 26th    | 18th    |
| CNN Expansion – Part time EMBA                                                                    | -       | -    | -       | 31st    | 22nd    |
| efinancial careers – Master in Finance                                                            | -       | -    | -       | -       | 20th    |
| Poets & Quants – Full Time MBA                                                                    | -       | -    | -       | 64th    | 43rd    |
| QS World University Rankings – World University Ranking by Subject: Business & Management Studies | 151-200 | -    | 201-250 | 201-250 | 151-200 |
| QS World University Rankings – Masters in Management                                              | -       | -    | -       | 26th    | 32nd    |
| QS World University Rankings – Masters in Finance                                                 | -       | -    | -       | 41st    | 46th    |
| QS World University Rankings – Masters in Marketing                                               | -       | -    | -       | -       | 36th    |
| Academic Ranking of World Universities – University Ranking by Subject: Business Administration   | -       | -    | -       | 201-300 | 101-150 |
| Academic Ranking of World Universities – University Ranking by Subject: Management                | -       | -    | 201-300 | 201-300 | 201-300 |

## Allgemeines
Die GEM integriert vier Teilbereiche:
- ESC: École Supérieure de Commerce de Grenoble (ausschließlich französische Programme, Handelshochschule von Grenoble)
- GGSB: Grenoble Graduate School of Business (Internationaler Teil der Hochschule)
- EMSI: École de Management des Systèmes d’Information (Informatikschule)
- Doctoral School

Die GEM erhielt die international renommierten Triple Crown (Hochschulakkreditierung) AACSB-, AMBA- und EQUIS-Akkreditierungen, die derzeit weltweit nur 33 Hochschulen gleichzeitig führen. Der Campus der GEM liegt in der Altstadt von Grenoble.
Die Ausbildungsschwerpunkte der Einrichtungen liegen im Bereich International-, Finance-, Innovation- und Technologie-Management sowie Marketing und Business-Intelligence. Mit ca. 5100 Studierenden in international akkreditierten Studienprogrammen gilt die junge Hochschule als Innovationspool und Zentrum für interkulturelles Management. Die GEM ist Mitglied im ambitionierten GIANT – Projekt der Metropolregion Grenoble.

Logo der Grenoble Ecole de Management altes Logo bis 2013 mit einem Delphin, Symbol des Dauphiné.

## Studiengänge
Die ESC führt seine Studenten neben spezialisierten Mastern und einem französischen Executive-Programm ausschließlich zum Grande-école-Abschluss. An der GGSB werden auch folgende Programme angeboten:
Die Studiengebühren betragen Stand 2018 ca. 20.000 € + Gebühren für studentischen Service. Zu den Zugangsvoraussetzungen zählen eine mindestens dreijährige Berufserfahrung, die Hochschulreife und internationale Englisch-Zertifikate (TOEFL, IELTS oder TOEIC). Für Vollzeitstudenten ist ein GMAT mit einem Score von mindestens 600 unabdingbar.

### Undergraduate Programs
- Bachelor in International Business (BIB)
- Undergraduate Certificate (CIB or CBS)

### Postgraduate Programs
Vorzeigeprojekt der GEM ist das hochinternationale zweijährige MIB-Programm (Master of International Business) für Studenten mit wenig oder ohne Berufserfahrung. 2016 erlangte es den 13. Platz im Financial Times Ranking „Master in Management“. Ziel des MIB-Programms ist es, Studenten auf Führungspositionen im globalen Umfeld vorzubereiten. Daneben werden folgende Abschlüsse angeboten:
- MSc in Finance
- MSc in Marketing
- MSc in Innovation, Strategy and Entrepreneurship
- MSc in Management
- MSc in Management Consulting
- MSc in Business Development
- Master in International Business (MIB)
- Certificate in Business Intelligence
- Master of Business Administration (MBA)
- Global Executive MBA
- Specialized Master – Management of Biotechnology Companies

### Doctoral Programs
- Doctor of Business Administration (DBA) in Kooperation mit der Newcastle University Business School
- Grenoble École de Management DBA Programm
- Ph.D. in Business Administration
- Post-Doctoral Bridge to Business Program

## Internationalisierung
Die GEM hat zehn ausländische Standorte: China (DBA), Libanon (DBA), Malta (MBA), Marokko, Russland-Moskau (MBA), Saudi-Arabien (MIB, DBA), Singapur (MIB), Schweiz (DBA), UK – London (MBA, MIB, MSc in Finance, BIB) – Manchester (MIB) und USA (DBA) sowie in Deutschland (MBA, MIB) mit der GISMA Business School. Die Hochschule unterhält zudem Kontakt zu 159 Partnerinstitutionen und weist momentan 96 verschiedene Nationalitäten am Campus Grenoble auf.
In Deutschland bestehen Austauschprogramme zur Universität Mannheim und Hochschule für angewandte Wissenschaften München.
In Kanada besteht ein Austausch mit der Université Laval in Québec und der McGill University in Montreal.
In Großbritannien besteht ein Austausch mit der prestigeträchtigen University of Cambridge und in Irland mit dem Trinity College Dublin.
Zudem nimmt die GEM jedes Jahr an den „Serious Games“ in Kooperation mit dem MIT Sloan School of Management teil und ist Partner der MIT GSW Start-up Konferenz.

## Alumni
Stand 2020 gibt es ca. 33.000 Alumni weltweit welche sich unter anderem in den Bereichen Politik (Sylvain Maillard, Micheil Dschanelidse), Sport (Jonathan Laugel), Medien (Julia Vignali), und Wirtschaft wiederfinden.